# La Quar
La Quar – gmina w Hiszpanii, w prowincji Barcelona, w Katalonii, o powierzchni 37,74 km². W 2011 roku gmina liczyła 62 mieszkańców.